# Yelena Migunova
Yelena Migunova (née le 4 janvier 1984 à Kazan) est une athlète russe spécialiste du 400 mètres.

## Carrière
En 2011, elle remporte le titre du relais 4 × 400 m lors des Championnats d'Europe en salle de Paris-Bercy aux côtés de Kseniya Zadorina, Kseniya Vdovina et Olesya Krasnomovets en 3 min 29 s 34.

## Dopage
Le 24 mai 2016, Anastasia Kapachinskaya et Tatyana Firova, coéquipières du relais 4 x 400 m de Migunova lors des Jeux olympiques de Pékin en 2008, figurent sur la liste des 31 athlètes contrôlés positifs à la suite du reteste des échantillons où elles avaient remporté la médaille d'argent. Par conséquent, si l'échantillon B (qui sera testé en juin) s'avère positif, l'équipe sera disqualifiée et les quatre athlètes seront déchues de leur médaille.

## Palmarès
| Date | Compétition                    | Lieu     | Résultat | Épreuve   |
| ---- | ------------------------------ | -------- | -------- | --------- |
| 2005 | Championnats d'Europe espoirs  | Erfurt   | 3e       | 400 m     |
| 2008 | Jeux olympiques                | Pékin    | DQ       | 4 × 400 m |
| 2011 | Championnats d'Europe en salle | Paris    | 1re      | 4 × 400 m |
| 2011 | Universiade                    | Shenzhen | 2e       | 400 m     |
| 2011 | Universiade                    | Shenzhen | 1re      | 4 x 400 m |

### Records
| Épreuve       | Performance | Lieu   | Date            |
| ------------- | ----------- | ------ | --------------- |
| 400 m         | 50 s 59     | Kazan  | 18 juillet 2008 |
| 400 m (salle) | 51 s 79     | Moscou | 26 février 2010 |